# Djoum
Djoum este un oraș din Camerun.